# Václav Ryčl
Václav Ryčl (22. únor 1966 Bratislava – 31. prosinec 1994 Praha) byl český básník, prozaik a fotograf.

## Život a dílo
Věnoval se umělecké fotografii, navštěvoval kroužky Aleše Kuneše a Jána Šmoka, snímky mu vyšly v časopisu Fotografie a posmrtně v Hostu (3/2004). Je autorem mj. souborů dokumentárních fotografií Romů. Kreslil a maloval, zúčastnil se několika kolektivních výstav organizovaných Společností pro duševní zdraví Fokus.
Dlouhodobě se psychiatricky léčil, svůj život ukončil sebevraždou, jeho dílo vyšlo posmrtně ve sbírkách Pavilon číslo 13 (2003) a Život je hrozný společník (poznámky, deníky a skici - 2004). Časopis A2 zařadil první z nich v roce 2020 do českého literárního kánonu po roce 1989, tedy do výběru nejdůležitějších českých knih v období třiceti let od sametové revoluce.